# لي غينيول دو لانفو

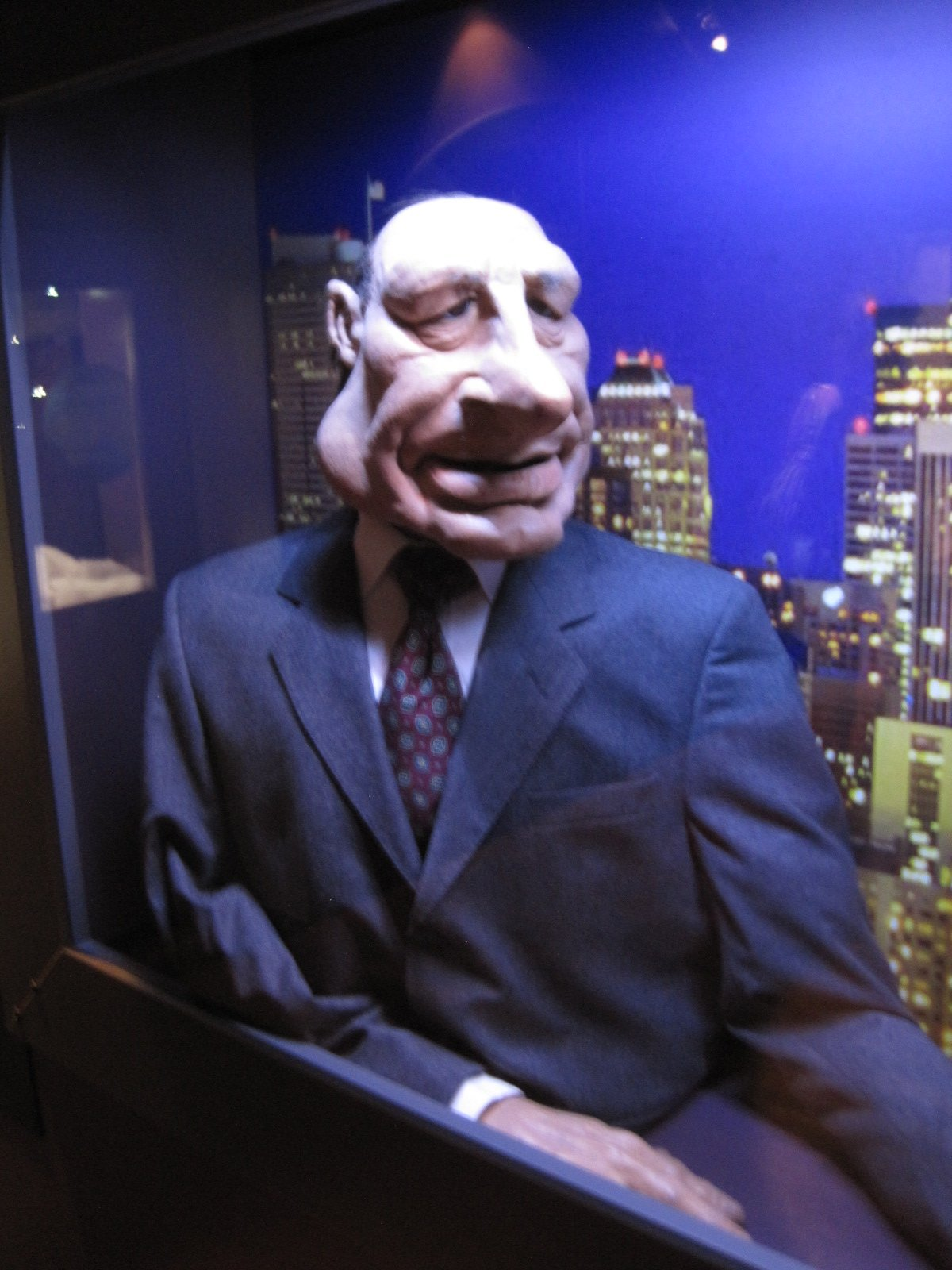
شخصية شيراك من أكثر الشخصيات دعابة على الكنيول

لي غينيول دو لانفو (بالعربية: دُمى الأخبار) هو برنامج تلفزيوني ساخر فرنسي للأراجوز يعرض منذ 29 أغسطس 1988 على شاشة كنال+ الفرنسية.
البرنامج هو عبارة عن محاكاة ساخرة لنشرات الأخبار والأحداث اليومية التي تعرض على الإعلام، ويعرض صور كاريكاتورية للأحداث السياسية والإعلامية وللشخصيات من المجتمع الفرنسي والدولي.

## مجريات البرنامج
على شاكلة نشرة إخبارية من حوالي 8 دقائق، البرنامج مُشكل من دمى مطاطية لشخصيات سياسية أو إعلامية أو رياضية للتطرق إلى الأحداث الجارية بطريقة ساخرة. يقدم البرنامج بصورة كاركاتورية عن طريق دمية مُقدم الأخبار السابق الشهير على قناة تي أف 1 باتريك بوافر دارفور.

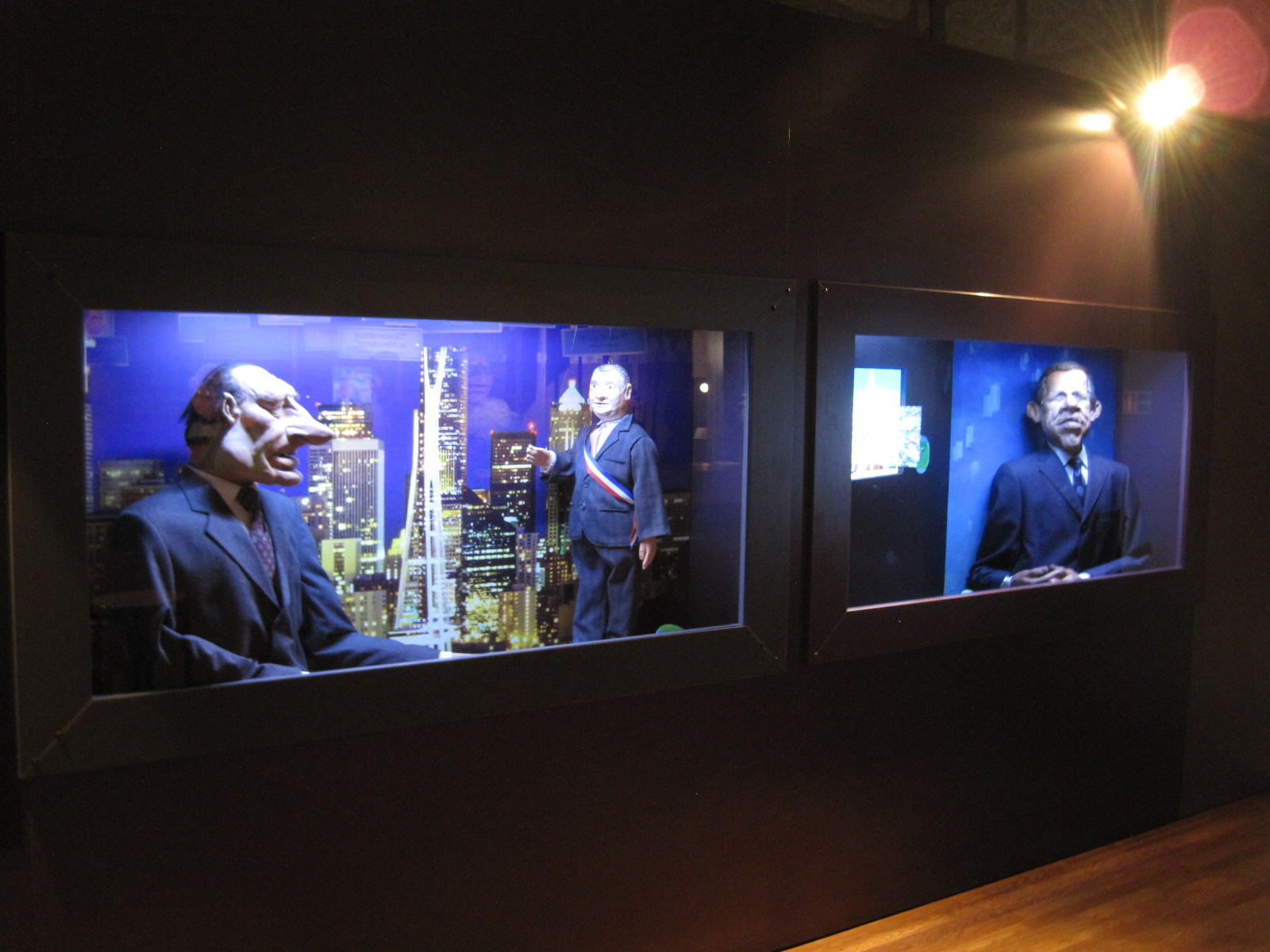
نرى في الصورة جاك شيراك مع دمية مقدم البرامج باتريك بوافر دارفور

## الإخراج
يعرض البرنامج في استديو من 3000 متر مربع، 300 شخص و30 مُقلد شخصيات يتم استعمالها في البرنامج بميزانية قدرها 15 مليون يورو سنويًا تصرف ما بين الرسوم والرواتب وكل المستلزمات الأساسية. وتزيد تكلفة البرنامج عن 250 ألف يورو شهريًّا.

## أشهر الدُمى
في السياسة تتصدر دُمى أسامة بن لادن ونيكولا ساركوزي ودومينيك ستروس-كان وجاك شيراك المشهد.
في الرياضة تتصدر دُمى زلاتان إبراهيموفيتش وايريك كانتونا وجون بيار بابان وسيلفستر ستالون والمعلق الرياضي تيري رولان المشهد.

## الهوية البصرية للبرنامج (اللوغو)

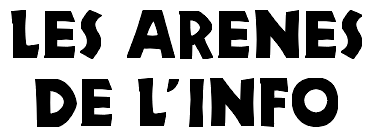
الهوية البصرية الأولى للبرنامج منذ 1988 إلى 26 أغسطس 1992
الهوية البصرية للبرنامج في الفترة ما بين 31 أغسطس 1992 إلى 26 يونيو 2015
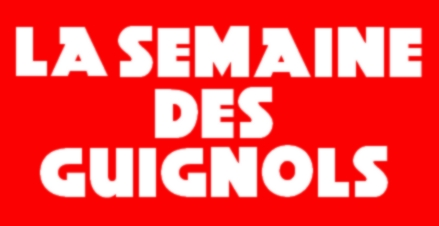
الصورة البصرية للمختارات الأسبوعية للبرنامج الذي يُعرض منذ 1995
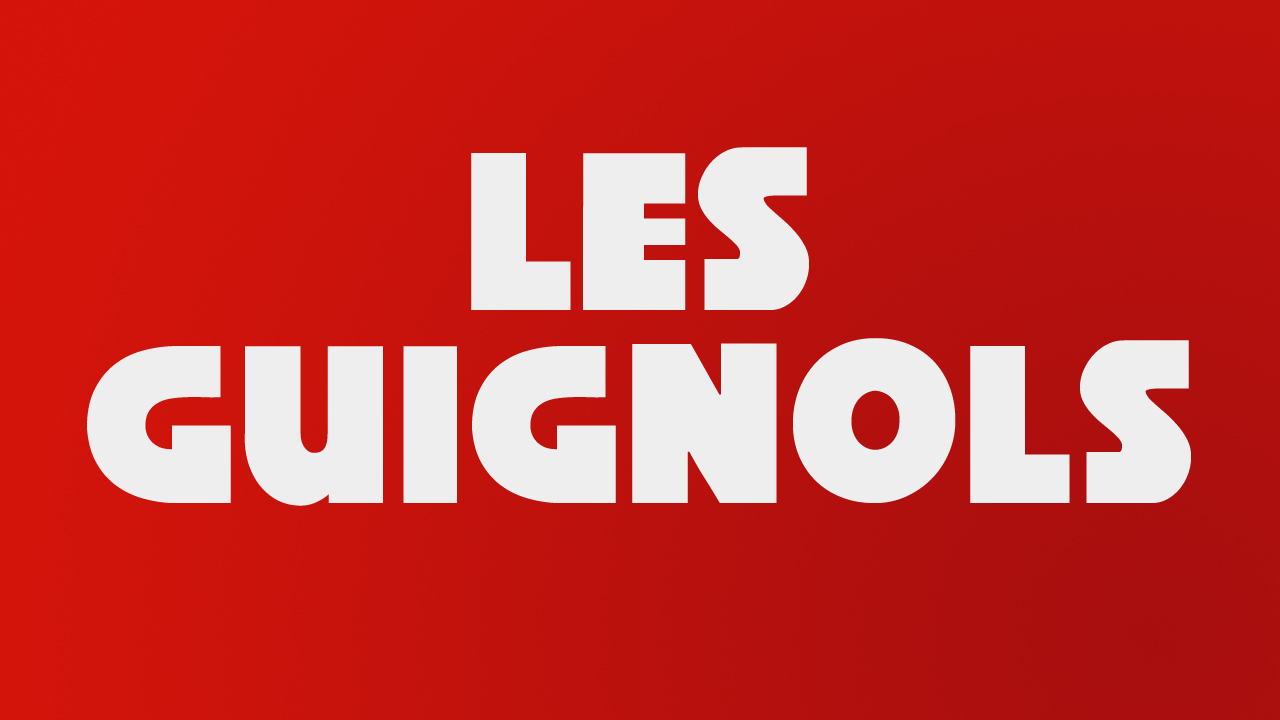
الهوية البصرية الحالية للبرنامج بداية من 14 ديسمبر 2015

## التأثير الاجتماعي
تحول برنامج لي غينيول إلى آفة اجتماعية بارزة في المجتمع الفرنسي وتطرقت لظاهرته كثير من الكتابات والألعاب والبرامج التلفزيونية وغيرها.. وقلدته واستحوذت على فكرته عديد من البرنامج في فرنسا وخارجها.

## روابط خارجية
- لي غينيول دو لانفو على موقع IMDb (الإنجليزية)
- لي غينيول دو لانفو على موقع ديسكوغز (الإنجليزية)
- لي غينيول دو لانفو على موقع كينوبويسك (الروسية)
- لي غينيول دو لانفو على موقع قاعدة بيانات الفيلم (الإنجليزية)